# Picotet terrós
El picotet terrós (Picumnus fuscus) és una espècie d'ocell de la família dels pícids (Picidae) que habita boscos de les terres baixes del nord de Bolívia, a la conca del Riu Guaporé i sud-oest del Brasil.